# Nadir Belhadj
Nadir Belhadj - em árabe, نذير بلحاج (Saint-Claude, 18 de junho de 1982) é um futebolista franco-argelino que atua como lateral-esquerdo ou meia-esquerda. Atualmente, está sem clube.

## Carreira
Belhadj representou o elenco da Seleção Argelina de Futebol no Campeonato Africano das Nações de 2010.